# Санта Ђулијанета (Казерта)
Санта Ђулијанета је насеље у Италији у округу Казерта, региону Кампанија.
Према процени из 2011. у насељу је живело 113 становника. Насеље се налази на надморској висини од 95 м.